# آرتی‌آی کلمبیا

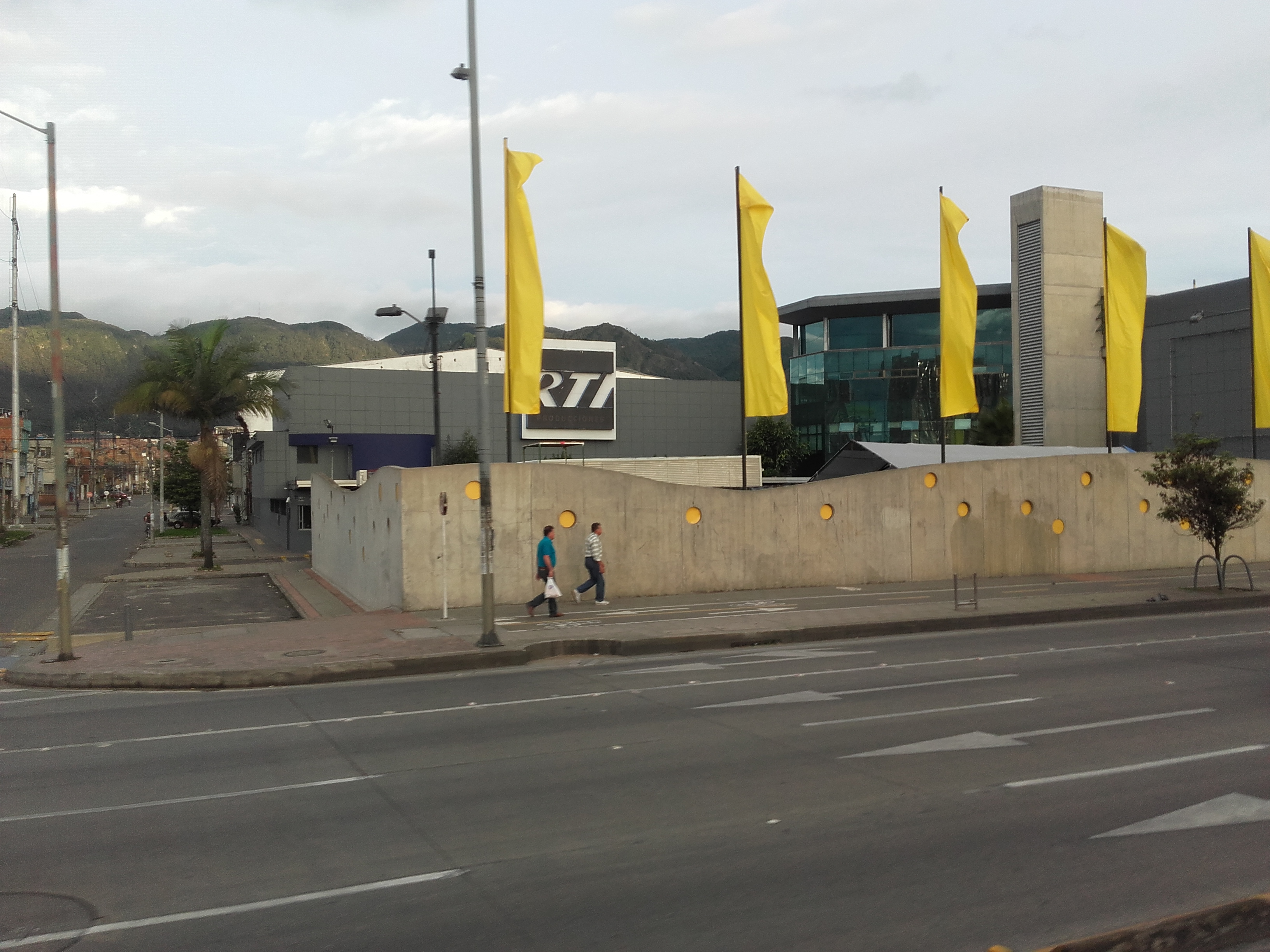

آر‌تی‌آی کلمبیا که با نام رادیو تلویزیون اینترامریکنا (رادیو و تلویزیون بین آمریکایی) نیز شناخته می‌شود، یک شرکت تولید تلویزیون کلمبیایی و برنامه‌ادورا سابق است. در سال 1993 14.5 ساعت در هفته برنامه پخش شد  در دهه 1990، به عنوان یک برنامه آدورا ، عضو OTI کلمبیا بود، ائتلافی که شامل تولید کننده PUNCH ، تولید کننده JES ، تلویزیون RCN ، کاراکول تلویزیون و داده ها و پیام ها بود. 
بسیاری از سریال های آن از جمله زورو، شمشیر و رز و سین ورگونزا با تلموندو در ایالات متحده تولید می شوند. در کلمبیا از تلویزیون کاراکول و سیتی تی وی بوگوتا پخش می شوند. RTI تا سال 2008 برخی از فضاهای برنامه نویسی را در کانال دولتی کانال Uno داشت، زمانی که آنها را بازگرداند تا با ال تیمپو و گروه پلانتا برای سومین مجوز کانال ملی خصوصی مناقصه کند.

## لینک های خارجی
- سایت رسمی